# Leptapoderus elevatus
Leptapoderus elevatus es una especie de coleóptero de la familia Attelabidae.

## Distribución geográfica
Habita en Vietnam.